# ピオトル・トロホウスキ
ピオトル・トロホウスキ（Piotr Trochowski, 1984年3月22日 - ）は、ポーランド・トチェフ出身でドイツ国籍の元サッカー選手。元ドイツ代表である。ポジションはミッドフィールダー。セントラル・ミッドフィールダーだが、左のサイドハーフやウイングでも起用されていた。

## 経歴

### 出自
彼の家系は1919年までドイツ帝国の領域（旧ドイツ東部領土）であった西プロイセンに由来しており、ゲルマン人ではなくスラブ人であったが、法的にドイツの系譜を受け継いでおり、すべての祖父母はドイツ国籍を有していた。ピオトル・トロホウスキはポーランド・ポモージェ県のトチェフに生まれ、彼が5歳の時、両親とともに帰還権を行使してドイツのハンブルクに移住した。

### クラブ
9歳の時にBillsted Hornでサッカーをはじめ、その後はSCコンコルディア・ハンブルク、FCザンクトパウリの下部組織でプレーした。1999年にバイエルン・ミュンヘンの下部組織に移り、2001年にバイエルン・ミュンヘンIIに昇格した。2003年にトップチーム初出場を果たしたが、出場機会は少なく、2005年1月に故郷のハンブルクにあるハンブルガーSVに移籍した。トーマス・ドル監督に出場機会を与えられ、自らの価値を証明した。2005年9月24日のバイエルン戦(2-0)では古巣相手に1得点1アシストの活躍を見せた。2005-06シーズンにはレギュラーに定着して5得点を挙げ、UEFAチャンピオンズリーグ出場権を獲得に貢献した。
2011年4月5日、シーズン終了後にリーガ・エスパニョーラのセビージャFCに移籍することが合意に達した。2010-11シーズン後半戦はハンブルガーSVにとてあつかいづらい選手であり、ウィンターブレーク明けにはめっきり出場機会が減っていた。
2015年7月21日、FCアウクスブルクへ移籍。4シーズンぶりにドイツへ復帰した。

### 代表

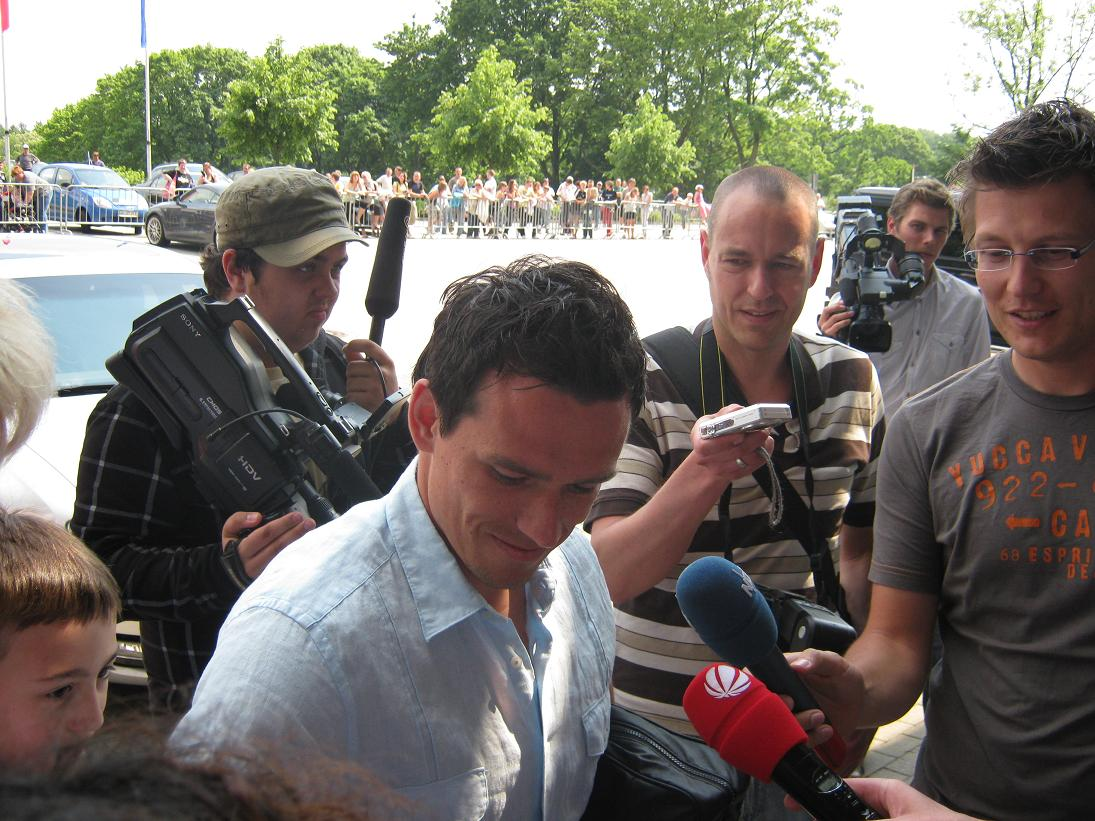
ファンやレポーターに囲まれたトロヒョウスキ

ポーランドで生まれたため、ポーランド代表を選択する権利も有していた。ピオトルの母親はポーランドサッカー協会（Polish Football Association）に何度も手紙を出し、ピオトルが優れた才能の持ち主であることや、彼がポーランド代表招集に乗り気であることを知らせた。しかし、ポーランドサッカー協会は彼に興味を示さず、彼はドイツ代表を選択することとなった。2005年8月に行われたインタビューで「僕の心はドイツよりもポーランドにある。でもポーランドサッカー協会の人間は誰ひとり僕に関心を示さなかった。それでドイツ代表でプレーすることを選んだ。僕の母が（ポーランドサッカー協会に）送った手紙に返信はなかった。そしてドイツサッカー協会は僕に興味を示したからね」と語った。しかし、ドイツのディ・ヴェルト紙では「もし過去に戻れたとしてもドイツ代表でプレーすることを望んだろう。学校は楽しいし、ここでサッカーの技術を得たから」と語っている。2003年にはU-20ドイツ代表としてFIFAワールドユース選手権に参加した。ハンブルガーSVに移籍して1年後にはドイツA代表のヨアヒム・レーヴ監督が初めて彼を招集し、2006年10月7日のジョージアとの親善試合でデビューを飾った。UEFA欧州選手権2008予選では6試合に出場し、UEFA欧州選手権2008本大会にも出場した。2008年10月15日、2010 FIFAワールドカップ・ヨーロッパ予選のウェールズ戦で代表初得点を決めた。本大会では準決勝のスペイン戦に右WGとして先発出場したほか、アルゼンチン戦など、3試合でも途中出場を果たした。

## 人物
3人の兄弟はいずれもセミプロのサッカー選手である。従兄のクリスティアン・トロホウスキはラグビードイツ代表の選手である。

## 個人成績
2010年5月16日時点
| クラブ成績 | クラブ成績     | クラブ成績           | リーグ | リーグ | カップ      | カップ      | 国際大会   | 国際大会   | 通算 | 通算 |
| シーズン   | クラブ         | リーグ               | 出場   | 得点   | 出場        | 得点        | 出場       | 得点       | 出場 | 得点 |
| ドイツ     | ドイツ         | ドイツ               | リーグ | リーグ | DFBポカール | DFBポカール | ヨーロッパ | ヨーロッパ | 通算 | 通算 |
| ---------- | -------------- | -------------------- | ------ | ------ | ----------- | ----------- | ---------- | ---------- | ---- | ---- |
| 2001–02    | バイエルンII   | レギオナルリーガ南部 | 7      | 0      | 0           | 0           | 0          | 0          | 7    | 0    |
| 2002–03    | バイエルンII   | レギオナルリーガ南部 | 9      | 1      | 1           | 0           | 0          | 0          | 10   | 1    |
| 2002–03    | バイエルン     | ブンデスリーガ       | 3      | 0      | 0           | 0           | 0          | 0          | 3    | 0    |
| 2003–04    | バイエルン     | ブンデスリーガ       | 10     | 1      | 1           | 1           | 0          | 0          | 11   | 2    |
| 2003–04    | バイエルンII   | レギオナルリーガ南部 | 17     | 6      | 0           | 0           | 0          | 0          | 17   | 6    |
| 2004–05    | バイエルンII   | レギオナルリーガ南部 | 5      | 1      | 1           | 0           | 0          | 0          | 6    | 1    |
| 2004–05    | ハンブルガーSV | ブンデスリーガ       | 3      | 0      | 0           | 0           | 0          | 0          | 3    | 0    |
| 2005–06    | ハンブルガーSV | ブンデスリーガ       | 32     | 5      | 3           | 0           | 16         | 2          | 51   | 7    |
| 2006–07    | ハンブルガーSV | ブンデスリーガ       | 26     | 2      | 1           | 0           | 8          | 1          | 35   | 3    |
| 2007–08    | ハンブルガーSV | ブンデスリーガ       | 32     | 1      | 4           | 2           | 14         | 3          | 50   | 6    |
| 2008–09    | ハンブルガーSV | ブンデスリーガ       | 31     | 5      | 3           | 0           | 5          | 0          | 39   | 5    |
| 2009–10    | ハンブルガーSV | ブンデスリーガ       | 33     | 4      | 1           | 3           | 13         | 2          | 47   | 9    |
| 2010–11    | ハンブルガーSV | ブンデスリーガ       | 21     | 2      | 1           | 0           | 0          | 0          | 22   | 2    |
| 総通算     | 総通算         | 総通算               | 229    | 28     | 16          | 6           | 56         | 8          | 301  | 42   |

## 代表歴

### 出場大会
- ドイツ代表
  - 2010 FIFAワールドカップ

### 試合数
- 国際Aマッチ 35試合 2得点（2006年-2010年）[9]

| ドイツ代表 | 国際Aマッチ | 国際Aマッチ |
| 年         | 出場        | 得点        |
| ---------- | ----------- | ----------- |
| 2006       | 2           | 0           |
| 2007       | 8           | 0           |
| 2008       | 8           | 1           |
| 2009       | 10          | 1           |
| 2010       | 7           | 0           |
| 通算       | 35          | 2           |

### 得点
| #  | 日時           | 場所                     | 対戦相手         | スコア | 最終結果 | 大会                                    |
| -- | -------------- | ------------------------ | ---------------- | ------ | -------- | --------------------------------------- |
| 1. | 2008年10月15日 | メンヒェングラートバッハ | ウェールズ       | 1–0    | 1-0      | 2010 FIFAワールドカップ・ヨーロッパ予選 |
| 2. | 2009年6月2日   | アブダビ                 | アラブ首長国連邦 | 0-3    | 2-7      | 親善試合                                |

## タイトル

### クラブ
- バイエルン・ミュンヘン
  - ブンデスリーガ: 2002–2003
  - DFBポカール: 2002-2003
- セビージャFC
  - UEFAヨーロッパリーグ: 2013-2014

### 代表
- ドイツ代表
  - FIFAワールドカップ 3位 : 2010
  - UEFA欧州選手権 準優勝 : 2008